# Iàsseni (Krasnodar)
|  | Per a altres significats, vegeu «Iàsseni». |

Iàsseni - Ясени (rus) - és un khútor del krai de Krasnodar, a Rússia. Es troba a les terres baixes de Kuban-Azov, a la vora dreta del riu Iàsseni, a 15 km a l'oest de Staromínskaia i a 162 km al nord de Krasnodar.
Pertany al khútor de Novoiàssenskaia.